# Liste von Beinamen in der populären Musik

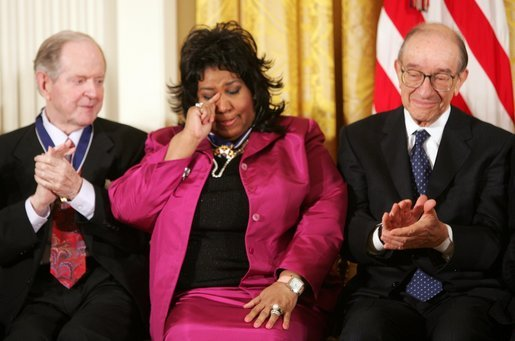
Die „Queen of Soul“ Aretha Franklin bei der Verleihung der Presidential Medal of Freedom im November 2005

Beinamen in der populären Musik sind Bezeichnungen, die Künstler der populären Musik meist von Fans und Medien erhalten oder auch seltener sich selbst geben. Sie können Bezug zu musikalischen Besonderheiten, zur Religion, zum Prestige oder auch zur Familie aufweisen. Meistens dienen sie zur besseren Identifikation des Künstlers gegenüber der Öffentlichkeit.
Solche Beinamen wurden bereits in der klassischen Musik Europas im frühen 19. Jahrhundert vergeben und schon früher verwendet. Heute sind derartige Beinamen besonders im US-amerikanischen Raum gebräuchlich, daher werden diese meist im englischen Original verwendet und nicht ins Deutsche übersetzt (z. B. King of Pop anstatt König der Popmusik).

## Beinamen männlicher Künstler
| Beiname                          | Interpret          | Herkunft               | Referenzen                                   |
| -------------------------------- | ------------------ | ---------------------- | -------------------------------------------- |
| Air-Raid-Siren                   | Bruce Dickinson    | Vereinigtes Königreich |                                              |
| The Architect of Rock and Roll   | Little Richard     | Vereinigte Staaten     | [ 2 ] [ 3 ] [ 4 ]                            |
| The Atomic Clock                 | Gene Hoglan        | Vereinigte Staaten     |                                              |
| The Ayatollah of Rock and Rolla  | Chris Jericho      | Vereinigte Staaten     | [ 5 ] [ 6 ]                                  |
| The Bear                         | Bob Hite           | Vereinigte Staaten     |                                              |
| Bird                             | Charlie Parker     | Vereinigte Staaten     | [ 7 ] [ 8 ] [ 9 ] [ 10 ]                     |
| The Blind Owl                    | Alan Wilson        | Vereinigte Staaten     |                                              |
| Der blonde Hans                  | Hans Albers        | Deutschland            |                                              |
| His Bobness                      | Bob Dylan          | Vereinigte Staaten     | [ 11 ]                                       |
| Bomber                           | Colin Hodgkinson   | Vereinigtes Königreich | [ 12 ]                                       |
| Bonzo                            | John Bonham        | Vereinigtes Königreich |                                              |
| The Boogie Man                   | Vince Weber        | Deutschland            | [ 13 ]                                       |
| The Boss                         | Bruce Springsteen  | Vereinigte Staaten     | [ 14 ] [ 15 ] [ 16 ] [ 17 ]                  |
| CEO of Hip Hop                   | Jay-Z              | Vereinigte Staaten     | [ 18 ]                                       |
| Cool Operator                    | Delroy Wilson      | Jamaika                |                                              |
| Corpsegrinder                    | George Fisher      | Vereinigte Staaten     |                                              |
| The Count                        | Count Basie        | Vereinigte Staaten     | [ 19 ] [ 20 ]                                |
| Crown Prince of Reggae           | Dennis Brown       | Jamaika                | [ 21 ]                                       |
| The Dark Prince                  | Lou Reed           | Vereinigte Staaten     | [ 22 ] [ 23 ]                                |
| The Dean of Reggae               | Delroy Wilson      | Jamaika                | [ 24 ]                                       |
| The Duke                         | Duke Ellington     | Vereinigte Staaten     | [ 25 ] [ 26 ] [ 27 ]                         |
| The Earl                         | Earl Hines         | Vereinigte Staaten     | [ 28 ] [ 29 ]                                |
| Father of Bluegrass              | Bill Monroe        | Vereinigte Staaten     | [ 30 ]                                       |
| Father of Country Music          | Jimmie Rodgers     | Vereinigte Staaten     | [ 31 ] [ 32 ]                                |
| Father of British Blues          | Alexis Korner      | Vereinigtes Königreich |                                              |
| Father of White Blues            | John Mayall        | Vereinigtes Königreich |                                              |
| Gentleman of Pop                 | Robert Palmer      | Vereinigtes Königreich | [ 33 ]                                       |
| God                              | Lemmy Kilmister    | Vereinigtes Königreich | [ 34 ]                                       |
| Godfather of Britpop             | Ray Davies         | Vereinigtes Königreich | [ 35 ]                                       |
| Godfather of Britpop             | Paul Weller        | Vereinigtes Königreich | [ 36 ]                                       |
| Godfather of Double Bass         | Dave Lombardo      | Vereinigte Staaten     | [ 37 ]                                       |
| The Godfather of Dutch Country   | Ben Steneker       | Niederlande            | [ 38 ]                                       |
| Godfather of Goth                | Peter Murphy       | Vereinigtes Königreich | [ 39 ]                                       |
| Godfather of Grunge              | Neil Young         | Kanada                 | [ 40 ]                                       |
| Godfather of House               | Frankie Knuckles   | Vereinigte Staaten     | [ 41 ]                                       |
| Godfather of Dancehall           | Sugar Minott       | Jamaika                | [ 42 ]                                       |
| Godfather of Metal               | Ozzy Osbourne      | Vereinigtes Königreich | [ 43 ] [ 44 ]                                |
| Godfather of Punk                | Iggy Pop           | Vereinigte Staaten     | [ 45 ] [ 46 ] [ 47 ]                         |
| Godfather of Rap                 | Gil Scott-Heron    | Vereinigte Staaten     | [ 48 ] [ 49 ] [ 50 ] [ 51 ]                  |
| Godfather of Ska                 | Laurel Aitken      | Jamaika                | [ 52 ] [ 53 ] [ 54 ]                         |
| Godfather of Soul                | James Brown        | Vereinigte Staaten     | [ 55 ] [ 56 ] [ 57 ] [ 58 ] [ 59 ]           |
| Godfather of Trance              | Paul van Dyk       | Deutschland            | [ 60 ]                                       |
| Godfather of White Rap           | Falco              | Österreich             | [ 61 ] [ 62 ] [ 63 ] [ 64 ]                  |
| The God of Hellfire              | Arthur Brown       | Vereinigtes Königreich | [ 65 ] [ 66 ]                                |
| The Göttfather                   | Manuel Göttsching  | Deutschland            | [ 67 ]                                       |
| Goldene Stimme aus Prag          | Karel Gott         | Tschechische Republik  | [ 68 ] [ 69 ] [ 70 ]                         |
| The Guitar Wizard                | Tampa Red          | Vereinigte Staaten     |                                              |
| His Royal Badness                | Prince             | Vereinigte Staaten     | [ 71 ] [ 72 ] [ 73 ] [ 74 ] [ 75 ] [ 76 ]    |
| The Human Riff                   | Keith Richards     | Vereinigtes Königreich |                                              |
| The Killer                       | Jerry Lee Lewis    | Vereinigte Staaten     |                                              |
| The King of the Blues            | B. B. King         | Vereinigte Staaten     |                                              |
| King of Calypso                  | Harry Belafonte    | Vereinigte Staaten     | [ 77 ] [ 78 ] [ 79 ] [ 80 ]                  |
| King of Cool                     | Dean Martin        | Vereinigte Staaten     | [ 81 ]                                       |
| King of Crunk                    | Lil Jon            | Vereinigte Staaten     | [ 82 ]                                       |
| King of Dance                    | DJ BoBo            | Schweiz                | [ 83 ] [ 84 ] [ 85 ] [ 86 ] [ 87 ] [ 88 ]    |
| King of the High C’s             | Luciano Pavarotti  | Italien                | [ 89 ] [ 90 ] [ 91 ] [ 92 ] [ 93 ]           |
| King of Hip Hop                  | Eminem             | Vereinigte Staaten     | [ 94 ]                                       |
| King Oliver                      | Joe King Oliver    | Vereinigte Staaten     | [ 95 ] [ 96 ]                                |
| King of Pop                      | Michael Jackson    | Vereinigte Staaten     | [ 97 ] [ 98 ] [ 99 ] [ 100 ] [ 101 ] [ 102 ] |
| King of R&B                      | R. Kelly           | Vereinigte Staaten     | [ 103 ] [ 104 ] [ 105 ] [ 106 ]              |
| King of R&B                      | Usher              | Vereinigte Staaten     | [ 107 ] [ 108 ] [ 109 ]                      |
| King of Ragtime                  | Scott Joplin       | Vereinigte Staaten     | [ 110 ] [ 111 ] [ 112 ] [ 113 ]              |
| King of Raop                     | Cro                | Deutschland            | [ 114 ] [ 115 ] [ 116 ]                      |
| King of Rap                      | 2Pac               | Vereinigte Staaten     | [ 117 ]                                      |
| King of Rap                      | Kurtis Blow        | Vereinigte Staaten     | [ 118 ] [ 119 ]                              |
| King of Rap                      | Jay-Z              | Vereinigte Staaten     | [ 120 ]                                      |
| King of Reggae                   | Bob Marley         | Jamaika                | [ 121 ]                                      |
| King of Rock and Roll            | Elvis Presley      | Vereinigte Staaten     | [ 122 ] [ 123 ] [ 124 ]                      |
| King of Rock ’n’ Soul            | Solomon Burke      | Vereinigte Staaten     | [ 125 ] [ 126 ] [ 127 ]                      |
| King of Rockabilly               | Carl Perkins       | Vereinigte Staaten     | [ 128 ] [ 129 ]                              |
| King of the Slide Guitar         | Elmore James       | Vereinigte Staaten     |                                              |
| The King of Slydeco              | Sonny Landreth     | Vereinigte Staaten     | [ 130 ]                                      |
| King of Soul                     | Otis Redding       | Vereinigte Staaten     | [ 131 ]                                      |
| King of the Surf Guitar          | Dick Dale          | Vereinigte Staaten     | [ 132 ] [ 133 ] [ 134 ]                      |
| King of Swing                    | Benny Goodman      | Vereinigte Staaten     | [ 135 ] [ 136 ]                              |
| King of Trance                   | Armin van Buuren   | Niederlande            | [ 137 ] [ 138 ] [ 139 ]                      |
| König von Deutschland            | Eko Fresh          | Deutschland            | [ 140 ]                                      |
| König von Deutschrap             | Kool Savas         | Deutschland            | [ 141 ]                                      |
| König von Mallorca               | Jürgen Drews       | Deutschland            |                                              |
| Der letzte tighte Nigga          | Taktloss           | Deutschland            | [ 142 ] [ 143 ]                              |
| The Loon                         | Keith Moon         | Vereinigtes Königreich |                                              |
| Man in Black                     | Johnny Cash        | Vereinigte Staaten     | [ 144 ] [ 145 ] [ 146 ]                      |
| Man on the Silver Mountain       | Ronnie James Dio   | Vereinigte Staaten     | [ 147 ] [ 148 ]                              |
| Master of the Telecaster         | Albert Collins     | Vereinigte Staaten     | [ 149 ]                                      |
| Der Meister                      | Guildo Horn        | Deutschland            | [ 150 ]                                      |
| Metal God                        | Rob Halford        | Vereinigtes Königreich | [ 151 ]                                      |
| Mr. Showmanship                  | Liberace           | Vereinigte Staaten     |                                              |
| Mr. Telecaster                   | Albert Lee         | Vereinigtes Königreich | [ 152 ]                                      |
| Mr. Worldwide                    | Pitbull            | 🇺🇸 Vereinigte Staaten  |                                              |
| Modfather                        | Paul Weller        | Vereinigtes Königreich | [ 153 ] [ 154 ] [ 155 ] [ 156 ]              |
| Monsieur 100.000 Volt            | Gilbert Bécaud     | Frankreich             |                                              |
| Motor City Madman                | Ted Nugent         | Vereinigte Staaten     |                                              |
| Neukölln Hustler                 | MOK                | Deutschland            | [ 157 ]                                      |
| Ol’ Blue Eyes                    | Frank Sinatra      | Vereinigte Staaten     | [ 158 ] [ 159 ] [ 160 ]                      |
| The Pelvis                       | Elvis Presley      | Vereinigte Staaten     |                                              |
| Piano Man                        | Billy Joel         | Vereinigte Staaten     |                                              |
| Pope of Mope                     | Morrissey          | Vereinigtes Königreich | [ 161 ] [ 162 ]                              |
| Pop-Titan                        | Dieter Bohlen      | Deutschland            | [ 162 ]                                      |
| Prince of Darkness               | Ozzy Osbourne      | Vereinigtes Königreich | [ 43 ]                                       |
| Prince of Motown                 | Marvin Gaye        | Vereinigte Staaten     | [ 163 ] [ 164 ] [ 165 ] [ 166 ]              |
| Prince of Polyester              | David Lindley      | Vereinigte Staaten     |                                              |
| Prince of Pop                    | Justin Bieber      | Kanada                 | [ 167 ] [ 168 ] [ 169 ]                      |
| Prince of Pop                    | Justin Timberlake  | Vereinigte Staaten     | [ 170 ]                                      |
| Prince of Pop                    | Harry Styles       | Vereinigtes Königreich | [ 171 ] [ 172 ]                              |
| Prince of Pop                    | The Weeknd         | Kanada                 | [ 173 ]                                      |
| Prince of V-pop (Hoàng tử V-pop) | Sơn Tùng M-TP      | Vietnam                | [ 174 ] [ 175 ] [ 176 ]                      |
| Queen of Disco                   | Sylvester James    | Vereinigte Staaten     | [ 177 ]                                      |
| Satchmo                          | Louis Armstrong    | Vereinigte Staaten     |                                              |
| The Screaming Eagle of Soul      | Charles Bradley    | Vereinigte Staaten     | [ 178 ] [ 179 ] [ 180 ]                      |
| Die singende Föhnwelle           | Dieter Thomas Kuhn | Deutschland            |                                              |
| Die singende Herrentorte         | Helge Schneider    | Deutschland            | [ 181 ] [ 182 ] [ 183 ]                      |
| The Slim Shady                   | Eminem             | Vereinigte Staaten     |                                              |
| Slowhand                         | Eric Clapton       | Vereinigtes Königreich | [ 184 ] [ 185 ] [ 186 ] [ 187 ] [ 188 ]      |
| Subwoofer                        | Bo Summer          | Dänemark               |                                              |
| Der Teufelsgeiger von Eppendorf  | Lonzo Westphal     | Deutschland            |                                              |
| The Tiger of Wales               | Tom Jones          | Vereinigtes Königreich | [ 189 ] [ 190 ] [ 191 ]                      |
| The Voice                        | Frank Sinatra      | Vereinigte Staaten     | [ 192 ] [ 193 ] [ 194 ]                      |
| The White King of Black Blues    | Al Cook            | Österreich             | [ 195 ]                                      |
| Thunderfingers                   | John Entwistle     | Vereinigtes Königreich |                                              |

## Beinamen von Künstlerinnen
| Beiname                             | Interpretin              | Herkunft                  | Referenzen                                      |
| ----------------------------------- | ------------------------ | ------------------------- | ----------------------------------------------- |
| The Divine Miss M                   | Bette Midler             | Vereinigte Staaten        |                                                 |
| The Divine One                      | Sarah Vaughan            | Vereinigte Staaten        |                                                 |
| The Duchess of Coolsville           | Rickie Lee Jones         | Vereinigte Staaten        | [ 196 ]                                         |
| Empress of the Blues                | Bessie Smith             | Vereinigte Staaten        | [ 197 ] [ 198 ] [ 199 ]                         |
| Empress of Soul                     | Gladys Knight            | Vereinigte Staaten        | [ 200 ] [ 201 ] [ 202 ]                         |
| La Faraona                          | Lola Flores              | Spanien                   |                                                 |
| First Lady of Country               | Tammy Wynette            | Vereinigte Staaten        | [ 203 ]                                         |
| First Lady of Song                  | Ella Fitzgerald          | Vereinigte Staaten        | [ 204 ] [ 205 ] [ 206 ]                         |
| Goddess of Pop                      | Cher                     | Vereinigte Staaten        | [ 207 ]                                         |
| The Greatest Singer without a Voice | Hildegard Knef           | Deutschland               | [ 208 ] [ 209 ]                                 |
| Rock and Pop Goddess                | P!nk                     | Vereinigte Staaten        | [ 210 ] [ 211 ]                                 |
| Godmother of Punk                   | Nina Hagen               | Deutschland               | [ 212 ] [ 213 ] [ 214 ]                         |
| Godmother of Punk                   | Patti Smith              | Vereinigte Staaten        | [ 215 ] [ 216 ] [ 217 ]                         |
| High Priestess of Soul              | Nina Simone              | Vereinigte Staaten        | [ 218 ] [ 219 ] [ 220 ] [ 221 ]                 |
| La más grande                       | Rocío Jurado             | Spanien                   |                                                 |
| Lady Day                            | Billie Holiday           | Vereinigte Staaten        |                                                 |
| Mother Monster                      | Lady Gaga                | Vereinigte Staaten        | [ 222 ] [ 223 ] [ 224 ]                         |
| Mother of MP3                       | Suzanne Vega             | Vereinigte Staaten        | [ 225 ]                                         |
| Pantera di Goro                     | Milva                    | Italien                   | [ 226 ]                                         |
| La Princesa de la Salsa             | La India                 | Puerto Rico               |                                                 |
| Reigning Pop Princess               | Selena Gomez             | Vereinigte Staaten        | [ 227 ]                                         |
| Princess of Pop                     | Christina Aguilera       | Vereinigte Staaten        | [ 228 ]                                         |
| Princess of Pop                     | Ariana Grande            | Vereinigte Staaten        | [ 229 ]                                         |
| Princess of Pop                     | Kylie Minogue            | Australien                | [ 230 ]                                         |
| Princess of Pop                     | Rihanna                  | Barbados                  | [ 231 ]                                         |
| Princess of Pop                     | Britney Spears           | Vereinigte Staaten        | [ 232 ]                                         |
| Princess of R&B                     | Aaliyah                  | Vereinigte Staaten        |                                                 |
| Princess of Rock and Roll           | Lisa Marie Presley       | Vereinigte Staaten        | [ 233 ] [ 234 ]                                 |
| Queen of American Folk Music        | Odetta                   | Vereinigte Staaten        | [ 235 ] [ 236 ] [ 237 ] [ 238 ]                 |
| Queen of Beats                      | Melbeatz                 | Deutschland               | [ 239 ]                                         |
| Queen of the Blues                  | Koko Taylor              | Vereinigte Staaten        | [ 240 ] [ 241 ] [ 242 ] [ 243 ] [ 244 ]         |
| Queen of the Blues                  | Dinah Washington         | Vereinigte Staaten        | [ 245 ] [ 246 ] [ 247 ]                         |
| Queen of Country                    | Loretta Lynn             | Vereinigte Staaten        | [ 248 ] [ 249 ]                                 |
| Queen of Country                    | Reba McEntire            | Vereinigte Staaten        | [ 250 ] [ 251 ] [ 252 ] [ 253 ] [ 254 ] [ 255 ] |
| Queen of Country                    | Dolly Parton             | Vereinigte Staaten        | [ 256 ] [ 257 ]                                 |
| Queen of Country                    | Taylor Swift             | Vereinigte Staaten        | [ 258 ] [ 259 ] [ 260 ]                         |
| Queen of Country                    | Kitty Wells              | Vereinigte Staaten        | [ 261 ] [ 262 ] [ 263 ] [ 264 ] [ 265 ]         |
| Queen of Disco                      | Gloria Gaynor            | Vereinigte Staaten        | [ 266 ] [ 267 ] [ 268 ]                         |
| Queen of Disco                      | Donna Summer             | Vereinigte Staaten        | [ 269 ]                                         |
| Queen of Funk                       | Betty Davis              | Vereinigte Staaten        | [ 270 ]                                         |
| Queen of Gospel                     | Mahalia Jackson          | Vereinigte Staaten        | [ 271 ] [ 272 ] [ 273 ] [ 274 ] [ 275 ]         |
| Queen of Heavy Metal                | Lee Aaron                | Kanada                    | [ 276 ] [ 277 ]                                 |
| Queen of Hip Hop                    | Mary J. Blige            | Vereinigte Staaten        | [ 278 ] [ 279 ] [ 280 ]                         |
| Queen of Hip Hop                    | Missy Elliott            | Vereinigte Staaten        | [ 281 ] [ 282 ] [ 283 ] [ 284 ]                 |
| Queen of Hip Hop Soul               | Mary J. Blige            | Vereinigte Staaten        | [ 285 ] [ 286 ] [ 287 ] [ 288 ]                 |
| Queen of Jazz                       | Ella Fitzgerald          | Vereinigte Staaten        | [ 289 ]                                         |
| Queen of Latin Pop                  | Gloria Estefan           | Kuba / Vereinigte Staaten | [ 290 ] [ 291 ] [ 292 ] [ 293 ] [ 294 ]         |
| Queen of Latin Pop                  | Jennifer Lopez           | Vereinigte Staaten        | [ 295 ]                                         |
| Queen of Melody                     | Noor Jehan               | Indien / Pakistan         | [ 296 ] [ 297 ] [ 298 ]                         |
| Queen of Metal                      | Doro Pesch               | Deutschland               | [ 299 ] [ 300 ]                                 |
| Queen of Pop                        | Madonna                  | Vereinigte Staaten        | [ 301 ] [ 302 ] [ 303 ] [ 304 ] [ 305 ] [ 306 ] |
| Queen of R&B                        | Beyoncé                  | Vereinigte Staaten        | [ 307 ] [ 308 ] [ 309 ] [ 310 ]                 |
| Queen of R&B                        | Mary J. Blige            | Vereinigte Staaten        | [ 311 ] [ 312 ] [ 313 ] [ 314 ] [ 315 ]         |
| Queen of R&B                        | Brandy                   | Vereinigte Staaten        | [ 316 ]                                         |
| Queen of R&B                        | Ruth Brown               | Vereinigte Staaten        | [ 317 ] [ 318 ] [ 319 ]                         |
| Queen of Reinvention                | Cher                     | Vereinigte Staaten        | [ 320 ] [ 321 ]                                 |
| Queen of Reinvention                | Madonna                  | Vereinigte Staaten        | [ 322 ] [ 323 ] [ 324 ]                         |
| Queen of Rock and Roll              | Janis Joplin             | Vereinigte Staaten        | [ 325 ] [ 326 ] [ 327 ]                         |
| Queen of Rock and Roll              | Stevie Nicks             | Vereinigte Staaten        | [ 328 ] [ 329 ]                                 |
| Queen of Rock and Roll              | Tina Turner              | Vereinigte Staaten        | [ 330 ] [ 331 ] [ 332 ] [ 333 ]                 |
| Queen of Salsa                      | Celia Cruz               | Kuba                      | [ 334 ] [ 335 ] [ 336 ]                         |
| Queen of Rap                        | Nicki Minaj              | Trinidad und Tobago       | [ 337 ] [ 338 ] [ 339 ] [ 340 ]                 |
| Queen of Soul                       | Aretha Franklin          | Vereinigte Staaten        | [ 341 ] [ 342 ] [ 343 ] [ 344 ]                 |
| Queen of Tejano                     | Laura Canales            | Vereinigte Staaten        | [ 345 ] [ 346 ] [ 347 ]                         |
| Queen of Tejano                     | Lydia Mendoza            | Vereinigte Staaten        | [ 348 ]                                         |
| Queen of Tejano                     | Selena Quintanilla-Pérez | Vereinigte Staaten        | [ 349 ] [ 350 ] [ 351 ] [ 352 ] [ 353 ]         |
| Queen of Terror                     | Liza ’N’ Eliaz           | Belgien                   |                                                 |
| La Reina del Bolero                 | Olga Guillot             | Kuba                      |                                                 |
| La Rossa                            | Milva                    | Italien                   | [ 354 ]                                         |
| Der Spatz von Avignon               | Mireille Mathieu         | Frankreich                |                                                 |
| Der Spatz von Paris                 | Édith Piaf               | Frankreich                |                                                 |
| Swamp Boogie Queen                  | Katie Webster            | Vereinigte Staaten        | [ 355 ]                                         |
| The Voice                           | Whitney Houston          | Vereinigte Staaten        |                                                 |
| White Queen of Soul                 | Dusty Springfield        | Vereinigtes Königreich    | [ 356 ] [ 357 ] [ 358 ]                         |

## Beinamen von Bands und Gruppen
| Titel                                                | Interpret                     | Herkunft               | Referenz                        |
| ---------------------------------------------------- | ----------------------------- | ---------------------- | ------------------------------- |
| America’s Band                                       | The Beach Boys                | Vereinigte Staaten     |                                 |
| America’s Greatest Rock and Roll Band                | Aerosmith                     | Vereinigte Staaten     | [ 359 ] [ 360 ] [ 361 ] [ 362 ] |
| America’s Greatest Rock and Roll Band                | R.E.M.                        | Vereinigte Staaten     | [ 363 ] [ 364 ]                 |
| America’s Greatest Rock and Roll Band                | Tom Petty & the Heartbreakers | Vereinigte Staaten     | [ 365 ] [ 366 ] [ 367 ]         |
| Die bekannteste unbekannte Band der Welt             | SDP                           | Deutschland            |                                 |
| Die beste Band der Welt                              | Die Ärzte                     | Deutschland            | [ 368 ] [ 369 ]                 |
| The Big Four of Grunge                               | Alice in Chains               | Vereinigte Staaten     | [ 370 ]                         |
| The Big Four of Grunge                               | Nirvana                       | Vereinigte Staaten     | [ 371 ]                         |
| The Big Four of Grunge                               | Pearl Jam                     | Vereinigte Staaten     | [ 372 ]                         |
| The Big Four of Grunge                               | Soundgarden                   | Vereinigte Staaten     | [ 373 ]                         |
| The Big Four of Thrash                               | Anthrax                       | Vereinigte Staaten     |                                 |
| The Big Four of Thrash                               | Megadeth                      | Vereinigte Staaten     | [ 374 ]                         |
| The Big Four of Thrash                               | Metallica                     | Vereinigte Staaten     | [ 375 ]                         |
| The Big Four of Thrash                               | Slayer                        | Vereinigte Staaten     | [ 376 ]                         |
| The Big Four of Prog                                 | Emerson, Lake and Palmer      | Vereinigtes Königreich |                                 |
| The Big Four of Prog                                 | Genesis                       | Vereinigtes Königreich |                                 |
| The Big Four of Prog                                 | King Crimson                  | Vereinigtes Königreich |                                 |
| The Big Four of Prog                                 | Yes                           | Vereinigtes Königreich |                                 |
| The Big Teutonic 4                                   | Destruction                   | Deutschland            | [ 377 ]                         |
| The Big Teutonic 4                                   | Kreator                       | Deutschland            | [ 378 ]                         |
| The Big Teutonic 4                                   | Sodom                         | Deutschland            | [ 379 ]                         |
| The Big Teutonic 4                                   | Tankard                       | Deutschland            | [ 380 ]                         |
| Deutschlands meiste Band der Welt                    | Knorkator                     | Deutschland            | [ 381 ]                         |
| The Fab Four                                         | The Beatles                   | Vereinigtes Königreich | [ 382 ]                         |
| The Moptops / Die Pilzköpfe                          | The Beatles                   | Vereinigtes Königreich |                                 |
| First Family of Soul                                 | Five Stairsteps               | Vereinigte Staaten     | [ 383 ] [ 384 ] [ 385 ]         |
| First Family of Soul                                 | Jackson Five                  | Vereinigte Staaten     | [ 386 ]                         |
| The Greatest Rock and Roll Band in the World         | The Rolling Stones            | Vereinigtes Königreich | [ 387 ]                         |
| The Holy Trinity of Hard Rock                        | Led Zeppelin                  | Vereinigtes Königreich |                                 |
| The Holy Trinity of Hard Rock                        | Deep Purple                   | Vereinigtes Königreich |                                 |
| The Holy Trinity of Hard Rock                        | Black Sabbath                 | Vereinigtes Königreich |                                 |
| Kings of Concepts                                    | VIXX                          | Südkorea               |                                 |
| Kings of Rock                                        | Gluecifer                     | Norwegen               |                                 |
| Die Könige der Spielleute                            | Corvus Corax                  | Deutschland            |                                 |
| The Most Rock ’n Roll Rock ’n Roll Band in the World | The Black Crowes              | Vereinigte Staaten     | [ 388 ]                         |
| The Only Band That Matters                           | The Clash                     | Vereinigtes Königreich | [ 389 ]                         |
| Rat Pack                                             | Frank Sinatra                 | Vereinigte Staaten     |                                 |
| Rat Pack                                             | Sammy Davis, Jr.              | Vereinigte Staaten     |                                 |
| Rat Pack                                             | Dean Martin                   | Vereinigte Staaten     |                                 |
| Rat Pack                                             | Joey Bishop                   | Vereinigte Staaten     |                                 |
| Rat Pack                                             | Peter Lawford                 | Vereinigte Staaten     |                                 |
| Rat Pack                                             | Lauren Bacall                 | Vereinigte Staaten     |                                 |
| Rat Pack                                             | Judy Garland                  | Vereinigte Staaten     |                                 |
| Rat Pack                                             | Shirley MacLaine              | Vereinigte Staaten     |                                 |
| Die Rock’n’Roll-Galeere                              | Ray & the Rockets             | Deutschland            | [ 390 ]                         |
| Scheißkapelle                                        | Boppin’B                      | Deutschland            |                                 |